# モーシェ・ミズラヒ
モーシェ・ミズラヒ（Moshé Mizrahi, 1931年9月5日 - 2018年8月3日）は、イスラエルの映画監督。

## 人物
エジプト・アレキサンドリア出身。
イスラエルとフランスで映画製作をしている。1977年の『これからの人生』でアカデミー外国語映画賞を受賞。
2018年8月3日、イスラエルのテルアビブにて逝去。86歳没。

## 主な作品
- 娘がいっぱい Abu el Banat (1973) 監督・脚本
- これからの人生 La Vie devant soi (1977) 監督・脚本
- いとしの君へ Chère inconnue (1980) 監督・脚本
- 愛と動乱のワルシャワ War and Love (1985) 監督
- さよならは言わないで Every Time We Say Goodbye (1986) 監督・脚本